# 陈宜禧故居
陈宜禧故居坐落在广东省江门市台山市斗山镇秀墩村委会美塘村，建于中华民国十一年（1922年）。这座故居由六座中西合璧的建筑和一个图书馆组成，是陈宜禧晚年的居住和生活及逝世之地。

## 现状
截至2015年，记者了解到陈宜禧故居没有被托管给任何管理部门，因此陈宜禧故居基本上处于无管理状态。有解释称由于陈宜禧的后代子嗣兴旺，陈宜禧故居并未委托给任何管理部门，所以基本上处于无人管理的状态。